# ألين إيينغا
ألين إيينغا (بالفرنسية: Alain Eyenga) (ولد في 12 نوفمبر 1995 في ياوندي، الكاميرون) لاعب كرة قدم كاميروني يجيد اللعب في مركز قلب الدفاع. يلعب حاليا لصالح النجمة البحريني منذ 2023.